# Mariana Sahakian
Mariana Sahakian (Arabisch: ماريانا•سهاكيان; Armenië, 2 september 1977) is een Libanees professioneel tafeltennisster van Armeense afkomst. Ze speelt rechtshandig, met de shakehandgreep.
Namens Libanon nam ze deel aan de Olympische Zomerspelen 2016 maar won daar geen medailles.